# Bostrichinae
Sous-famille
Les Bostrichinae sont une sous-famille d'insectes coléoptères de la famille des Bostrichidae.

## Genres et espèces rencontrés en Europe
- Apate
  - Apate monachus Fabricius, 1775
- Bostrichus
  - Bostrichus capucinus (Linnaeus, 1758)
- Bostrychoplites
  - Bostrychoplites cornutus (Olivier, 1790)
- Enneadesmus
  - Enneadesmus trispinosus (Olivier, 1795)
- Heterobostrychus
  - Heterobostrychus aequalis (C. O. Waterhouse, 1884)
  - Heterobostrychus brunneus (Murray, 1867)
- Lichenophanes
  - Lichenophanes numida Lesne, 1899
  - Lichenophanes varius (Illiger, 1801)
- Micrapate
  - Micrapate puncticollis (von Kiesenwetter, 1877)
  - Micrapate xyloperthoides (Jacquelin du Val, 1859)
- Phonapate
  - Phonapate uncinata (Karsch, 1881)
    - Phonapate uncinata moghrebica Lesne, 1934
    - Phonapate uncinata uncinata (Karsch, 1881)
- Schistoceros
  - Schistoceros bimaculatus (Olivier, 1790)
- Scobicia
  - Scobicia barbata (Wollaston, 1860)
  - Scobicia barbifrons (Wollaston, 1864)
  - Scobicia chevrieri (Villa & Villa, 1835)
  - Scobicia ficicola (Wollaston, 1865)
  - Scobicia pustulata (Fabricius, 1801)
- Sinoxylon
  - Sinoxylon ceratoniae (Linnaeus, 1758)
  - Sinoxylon conigerum Gerstäcker, 1855
  - Sinoxylon perforans (Schrank, 1798)
  - Sinoxylon ruficorne Fåhraeus, 1872
  - Sinoxylon sexdentatum (Olivier, 1790)
- Xylomedes
  - Xylomedes cornifrons (Baudi, 1874)
- Xylopertha
  - Xylopertha praeusta (Germar, 1817)
  - Xylopertha retusa (Olivier, 1790)
- Xyloperthella
  - Xyloperthella picea (Olivier, 1790)
- Xylothrips
  - Xylothrips flavipes (Illiger, 1801)

## Liste des tribus, genres et espèces
Selon ITIS (28 août 2014) :
- tribu Bostrichini Latreille, 1802
- tribu Sinoxylonini Lesne, 1898
- tribu Xyloperthini Lesne, 1921

Selon NCBI (28 août 2014) :
- genre Apatides
  - Apatides fortis
- genre Bostrichus
  - Bostrichus capucinus
- genre Bostrychopsis
  - Bostrychopsis parallela
- genre Heterobostrychus
  - Heterobostrychus aequalis
  - Heterobostrychus brunneus
  - Heterobostrychus hamatipennis
- genre Sinoxylon
  - Sinoxylon anale
  - Sinoxylon conigerum
  - Sinoxylon ruficorne
  - Sinoxylon senegalense
- genre Xyloprista
  - Xyloprista hexacantha
- genre Xylothrips
  - Xylothrips flavipes

Selon Paleobiology Database (28 août 2014) :
- genre Discoclavata